# Central News Agency (Taïwan)
Pour les articles homonymes, voir Central News Agency.

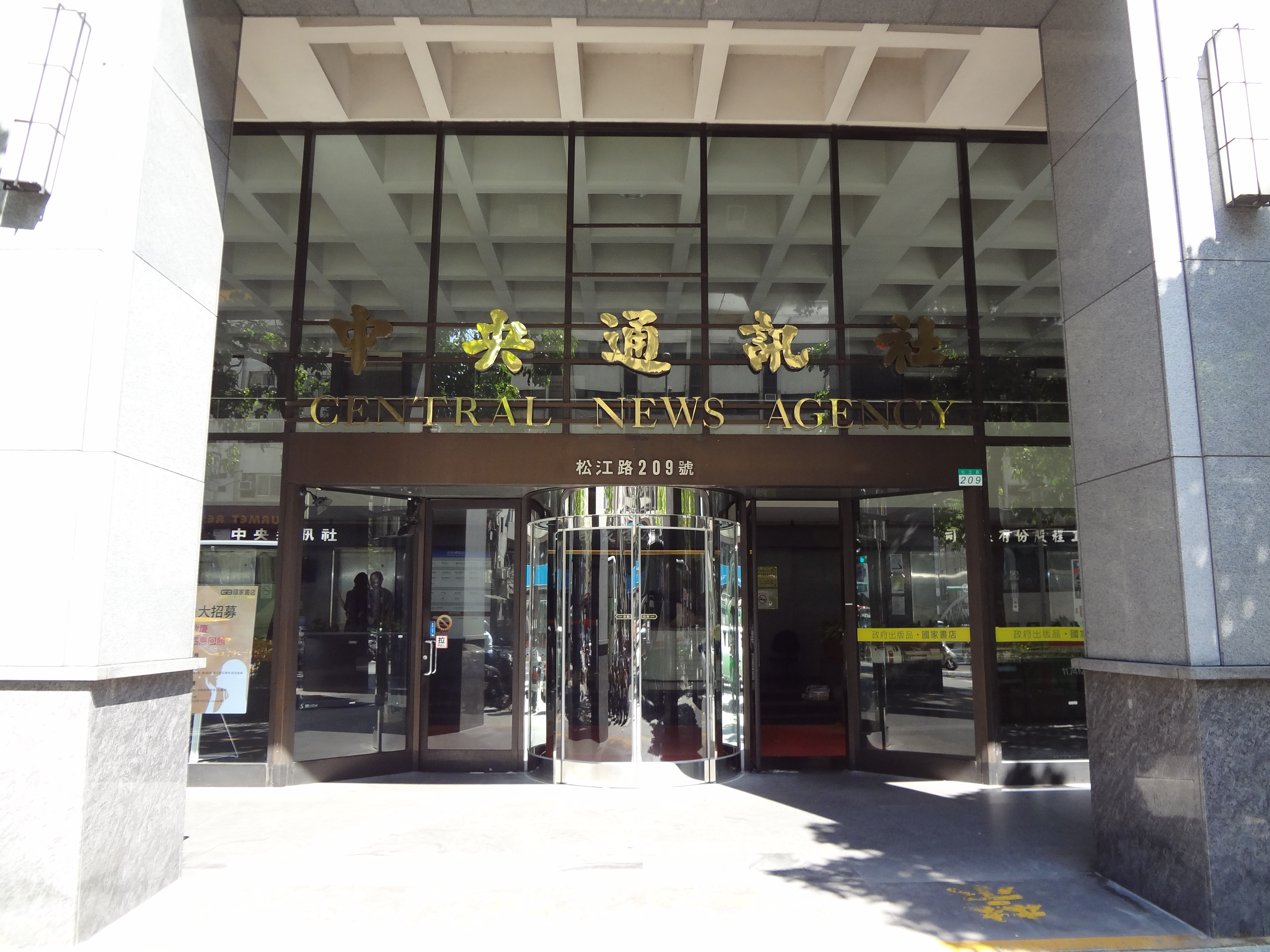
Entrée des bureaux.

La Central News Agency (chinois traditionnel : 中央通訊社 ; chinois simplifié : 中央通讯社 ; pinyin : Zhōngyāng Tōngxùnshè) est la principale agence de presse de Taïwan.
Fondée en Chine continentale en 1924, elle est basée depuis 1949 sur l'île de Taïwan.
Elle œuvre en chinois, en anglais et en japonais. Le service en espagnol a pris fin en 2021.

## Histoire
La Central News Agency, appelée aussi « Agence Chekiai », a été fondée à Guangzhou, en Chine, le 1er avril 1924 par le Kuomintang. Elle jouait un rôle très important dans les relations internationales en diffusant la propagande chinoise. Elle entretient très vite des relations étroites avec l'agence de presse Transocean allemande, qui prend le nom chinois de Haitongshe. Transocean est présente en Chine depuis les années vingt. Elle accroît sa présence à la fin des années[Quoi ?], lorsque toutes les autres agences sont écartées ou interdites. Elle est alors installée dans sept villes de Chine et de Mandchourie.
Après la guerre civile chinoise, elle accompagna Tchang Kaï-chek sur l'île de Taïwan, dont elle devient l'agence nationale pour la république de Chine. En Chine continentale, la création dès 1949, de l'agence de presse officielle Xin Hua (Chine Nouvelle) par la république populaire de Chine se donne comme prérogatives le contrôle de la diffusion de l'information.
À Taïwan, la Central News Agency a pris la forme d'une société d'État lors du vote d'une loi de 1973, puis a été transformée en association à but non lucratif en 1996, par le biais d'une autre loi. La fin d'un certain nombre de restrictions à la liberté des médias à Taïwan a diminué son influence.